# Vũ Tuyên
Vũ Tuyên (tiếng Tráng: Mouxsien Yen, chữ Hán giản thể: 武宣县, bính âm: Wǔxuān Xiàn, âm Hán Việt: Vũ Tuyên huyện) là một huyện thuộc địa cấp thị Lai Tân, khu tự trị dân tộc Choang Quảng Tây, Cộng hòa Nhân dân Trung Hoa. Huyện này có diện tích 1739 km², dân số năm 2004 là 416.600 người. Về mặt hành chính, huyện Vũ Tuyên được chia thành 8 trấn, 2 hương.
- Trấn: Vũ Tuyên, Nhị Đường, Hoàng Mao, Tam Lý, Đông Hương, Đồng Lĩnh, Thông Vãn, Lộc Tân.
- Hương: Kim Kê, Tư Linh.